# Fuád Bugerra
Fuád Bugerra (arab betűkkel فؤاد بوجرة, Montelamiar, 1981. május 7. –) algériai válogatott labdarúgó, csatár.

## Mérkőzései az algír válogatottban
| #  | Dátum               | Ellenfél     | Eredmény | Kiírás              | Esemény |
| -- | ------------------- | ------------ | -------- | ------------------- | ------- |
| 1. | 2006. november 15.  | Burkina Faso | 1 – 2    | barátságos mérkőzés | 77'     |
| 2. | 2007. augusztus 22. | Brazília     | 0 – 2    | barátságos mérkőzés | 90'     |

## Külső hivatkozások
- Hlsz.hu profil
- Profilja a lequipe.fr honlapján